# Tectaria aurita
Tectaria aurita là một loài thực vật có mạch trong họ Dryopteridaceae. Loài này được (Sw.) S. Chandra miêu tả khoa học đầu tiên năm 1983.